# Sinfonía n.º 12 (Shostakóvich)

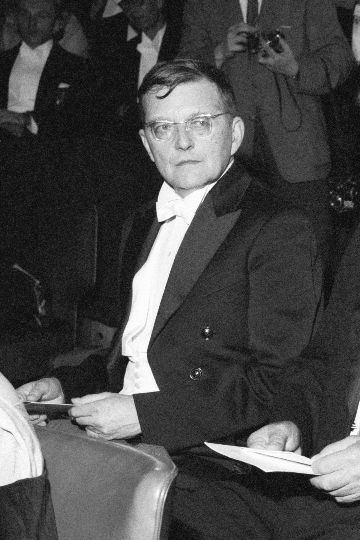
Shostakóvich en 1958.

La Sinfonía n.º 12 en re menor, Op. 112, subtitulada El año 1917, fue compuesta por Dmitri Shostakóvich en 1961. Lleva la dedicatoria "En recuerdo a Vladímir Ilich Lenin".

## Historia

### Composición
Shostakóvich había anunciado su intención de componer una sinfonía dedicada a Lenin ya desde los años treinta. La había planificado como un drama biográfico, desde la juventud de Lenin hasta la nueva sociedad rusa creada por él. Para ello se basó en textos de escritores como Vladímir Mayakovski. En diciembre de 1940 el maestro ruso admitió que había alcanzado sus propios límites, y se declaró incapaz de componer una cantata basada en los textos de Mayakovski. Sin embargo, mantuvo los planes de componer una sinfonía sobre Lenin, que abandonó en mayo, con la invasión alemana. En el verano de 1959 Shostakóvich volvió a mencionar que estaba trabajando en una obra sobre Lenin, pero sin concretar si sería una sinfonía, una cantata o un poema sinfónico. Sin embargo, la fecha del noventa aniversario del nacimiento de Lenin (abril de 1960) pasó sin que se tuvieran más noticias de la obra, hasta que la completó en forma de sinfonía en 1961. 

### Estreno
El estreno oficial de la sinfonía fue anunciado para el 1 de octubre de 1961 con la interpretación de la Orquesta Filarmónica de Leningrado bajo la dirección de Yevgueni Mravinski. No obstante, el verdadero estreno mundial tuvo lugar dos horas antes ese mismo día en Kúibyshev con la Orquesta Filarmónica Estatal de Kúibyshev dirigida por Abram Stasevich.

## Instrumentación
La partitura está escrita para una orquesta formada por:
- Viento madera: 3 flautas (la tercera doblando al flautín), 3 oboes, 3 clarinetes y 3 fagotes (el tercero doblando al contrafagot).
- Viento metal: 4 trompas, 3 trompetas, 3 trombones y 1 tuba.
- Percusión: timbales, bombo, caja, platillos, tam-tam y triángulo.
- Cuerda: una sección de cuerdas con violines I y II, violas, violonchelos y contrabajos.

## Estructura y análisis
La sinfonía consta de cuatro movimientos: 
- I. Petrogrado revolucionario. Moderato – Allegro, en re menor
- II. Razliv. Adagio
- III. Aurora. Allegro
- IV. El amanecer de la humanidad. Allegro – L'istesso tempo

La interpretación de esta obra dura aproximadamente 40 minutos. De las quince sinfonías de Shostakóvich, hay cinco que presentan programas políticos o históricos: las Sinfonías n.º 2, 3, 7, 11 y 12. Es probable que uno de los argumentos más sólidos esgrimidos por quienes apoyan el punto de vista Solomon Volkov sobre el compositor (es decir, que sintió una opresión constante tanto en su vida profesional como personal bajo los regímenes soviéticos de Stalin y post-Stalin y, por tanto, satirizó a sus perseguidores con un simbolismo velado en su música), sea que estas cinco sinfonías patrióticas son las menos efectivas. La n.º 12 es probablemente su sinfonía más accesible, entre otras cosas porque contiene varios temas atractivos y bastante memorables. Pero su lenguaje expresivo es deliberadamente sencillo, como si el compositor se esforzara por evitar a toda costa la complejidad y la controversia en cada nota. La Sinfonía n.º 12, al ser bastante simple y directa, no contiene nada del simbolismo oculto que se escucha en otras sinfonías del maestro ruso, como las n.º 5, 7 y 10. Así, su descripción aparentemente sincera de la Revolución bolchevique como un acontecimiento heroico y liberador resulta difícil de conciliar con la visión de Shostakóvich como disidente. Sin embargo, es posible que el compositor desaprobara el sistema soviético bajo Stalin y la opresión que aún perduraba, pero siguiera albergando una opinión positiva de Lenin y del movimiento revolucionario.
Los cuatro movimientos de esta sinfonía se interpretan sin pausa entre ellos. En cuanto a su carácter de pieza programática, sigue el modelo de su predecesora, la Sinfonía n.º 11 (1957). El subtítulo de la obra (El año 1917) y los subtítulos de sus movimientos declaran su carácter de obra conmemorativa de la Revolución rusa. Aunque en ambas sinfonías los cuatro movimientos se suceden sin interrupción, la n.º 12 no repite el carácter de "noticiario" de la narración de la n.º 11. En su lugar, los movimientos de la n.º 12 transcurren como una serie de reflexiones ante las situaciones que describen. Por otra parte, las líneas del primer movimiento son extremadamente formales y tradicionales. El uso dentro del desarrollo sinfónico de motivos temáticos ajenos al mismo, como las canciones revolucionarias, si bien cumplen con el objetivo programático de la obra, dificultan el desarrollo sinfónico coherente de la música.
Hay dos temas principales que aparecen a lo largo de la composición. El primero simboliza la opresión (en la introducción del primer movimiento) y la lucha contra ella en la sección Allegro que le sigue. El segundo tema, similar al primero, aunque más hímnico y sereno, simboliza la esperanza y, en última instancia, la victoria sobre los opresores. Ambos tienen un fuerte atractivo, y a medida que Shostakóvich los desarrolla a lo largo de la sinfonía, sus metamorfosis dan lugar a una música de colorido grandilocuente, incluida la marcha cerca del final del tercer movimiento y la coda cargada de percusión del Finale, el drama que se encuentra en el desarrollo del primer movimiento y la inquietud del segundo movimiento.

### I.Petrogrado revolucionario. Moderato – Allegro
El primero movimiento, Moderato – Allegro, se subtitula "Petrogrado revolucionario" (Революционный Петроград). La música pinta un cuadro de la revolución emergente e imágenes del pueblo despertando a la lucha. Utiliza citas de canciones revolucionarias para reflejar el ambiente previo a la revuelta en la ciudad.

### II.Razliv. Adagio
El segundo movimiento, Adagio, se subtitula "Razliv" (Разлив). El subtítulo significa "Desbordamiento" y hace referencia a la localidad al norte de Petrogrado (San Petersburgo) donde Lenin se escondió y asentó su cuartel general para llevar a cabo sus actividades revolucionarias de forma segura. Se trata de un movimiento lento expresivo que contiene citas de la Sinfonía n.º 11, así como de la Marcha fúnebre por las víctimas de la Revolución, ambas obras del propio Shostakóvich. Su música es majestuosa, ligera y lírica, encarnando la imagen del líder de la revolución, a quien está dedicada la sinfonía, antes del punto de inflexión de la historia.

### III.Aurora. Allegro

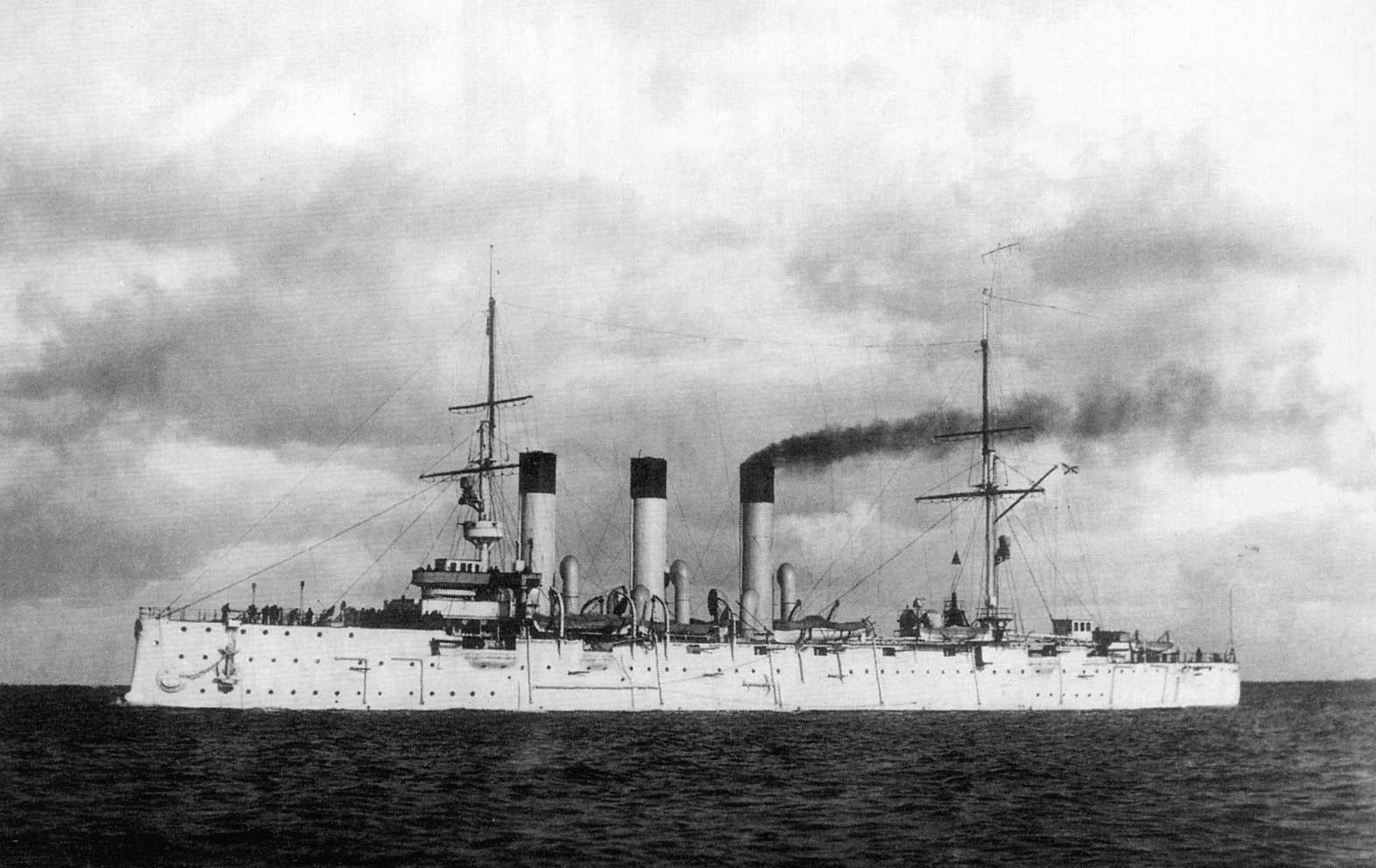
Aurora 1903.

El tercer movimiento, Allegro, se subtitula "Aurora" (Аврора). Aurora era el nombre del crucero protegido que disparó un cañonazo a través de una ventana del Palacio de Invierno, dando inicio a la Revolución. Desempeña el papel del scherzo.

### IV.El amanecer de la humanidad. Allegro – L'istesso tempo
El cuarto y último movimiento, Allegro – L'istesso tempo, se subtitula "El amanecer de la humanidad" (Заря Человечества). El Finale refleja la vida en la Unión Soviética tras el triunfo de la Revolución. La cita de la Marcha funeral se transforma en un tema alegre y jubiloso, que da lugar a un final apoteósico.

## Recepción de la obra
Tras el estreno la obra fue bien recibida en la Unión Soviética, pero no tanto como su predecesora, la Sinfonía n.º 11. En Occidente después de que la n.º 11 fuera entendida por la crítica como una alusión al levantamiento húngaro de 1956, idea en parte confirmada por el propio autor, la n.º 12, aparentemente procomunista, tuvo una recepción más fría. Tras el final de la Guerra Fría, la audiencia occidental se mostró más favorable a la obra, pero siempre ha estado considerada como una obra de menor categoría que otras de las sinfonías de su autor.

## Discografía selecta
- 1961 – Yevgueni Mravinski, Orquesta Filarmónica de Leningrado (Praga; 1984 Erato / Russian disc).
- 1972 – Kiril Kondrashin, Orquesta Filarmónica de Moscú.
- 1982 – Bernard Haitink, Orquesta Real del Concertgebouw (Decca).